# بكتيريا زرنيخية
اكتشاف نوع من البيكتريا تحمل حمضا نوويا غريبا أعلنت وكالة «ناسا» الأمريكية للملاحة الفضائية يوم 3 ديسمبر/كانون الأول 2010اكتشاف نوع من البيكتيريا تحتوي على حمض نووي غريب لا يشبه ما تحتوي عليه كل الكائنات الحية على الكرة الارضية، وذلك في بحيرة مونو الواقعة في ولاية كاليفورنيا. وصرحت فيليسا فولف سايمن الباحثة في مجال البيولوجيا الفلكية في مؤتمر صحفي عقد يوم 2 ديسمبر/كانون الأول في مقر وكالة «ناسا» بان كل خلية حية على الأرض تتضمن 6 عناصر كيميائية ومنها الكربون والهيدروجين والنتروجين والاوكسجين والكبريت والفسفور. لكن الجراثيم التي تم اكتشافها في بحيرة مونو تضم الزرنيخ بدلا من الفسفور. ولفتت فولف سايمن إلى ان استبدال الفسفور بالزرنيخ بدا سابقا امرا مستحيلا للعلماء والباحثين. واضافت ان هذا الاكتشاف له اهمية بالغة لفهم طريقة نشوء الحياة. كما انه يمكن الباحثين من توسيع امكاناتهم للبحث عن كائنات حية في كواكب أخرى لا تشبه الأرض.